# Francisco Campins Bauzá
Francesc Campins Bauzá (Montuiri, Baleares, 10 de mayo de 1990) es un futbolista español. Juega de lateral derecho.
Durante la temporada 2010/2011 compite en el Orihuela Club de Fútbol, en el grupo III de la Segunda División B. A nivel colectivo lucha por el ascenso al fútbol profesional, a la Segunda División, tras quedar en 4º lugar. En las eliminatorias por el ascenso pierden frente al CD Guadalajara. A nivel personal disputa tan sólo 16 partidos, 9 de ellos como titular, debido quizás a su juventud.
La temporada 2011/2012 ficha por el Club Deportivo Manacor, también del grupo III de la Segunda División B. Con el conjunto balear sufre una temporada muy negativa en lo colectivo, descendiendo a Tercera División. Sin embargo a nivel personal goza de la confianza de su entrenador, disputando un total de 35 partidos.
Para la temporada 2012/2013, ficha por el Fútbol Club Cartagena, club descendido de la Segunda División y que competirá en Segunda División B. Con el conjunto albinegro, termina la liga regular como subcampeón de grupo y forma parte del equipo que disputa las eliminatorias de ascenso a Segunda División.
Para la temporada 2013/2014, ficha por el Atlético Baleares, Segunda División B, con el conjunto balear quedaron quintos en la clasificación.
Para la temporada 2014/2015, ficha por el Arroyo C.P., Segunda División B, con el conjunto arroyano a pesar de su gran actuación con dos goles y varias asistencias de gol, no se consigue la permanencia en la categoría de Segunda División B.
En la actualidad está jugando con el C.D.Llosetense, Segunda División B.

## Clubes y estadísticas
| Club                             | Categoría          | Año       | Partidos | Goles |
| -------------------------------- | ------------------ | --------- | -------- | ----- |
| Orihuela Club de Fútbol          | Segunda División B | 2010-2011 | 16       | 1     |
| Club Deportivo Manacor           | Segunda División B | 2011-2012 | 35       | 1     |
| Futbol Club Cartagena            | Segunda División B | 2012-2013 | 9        | 1     |
| Club Deportivo Atlético Baleares | Segunda División B | 2013-2014 | 14       | 0     |
| Arroyo Club Polideportivo        | Segunda División B | 2014-2015 | 26       | 2     |
| C.D.Llosetense                   | Segunda División B | 2015-2016 |          |       |